# MC Gui
Guilherme Kaue Castanheira Alves, mais conhecido como MC Gui (São Paulo, 19 de maio de 1998), é um cantor e compositor de funk ostentação brasileiro. Atualmente, faz parte do cast da produtora de funk Ciclone Produtora

## Carreira
A carreira de cantor de funk surgiu por uma brincadeira. Aos dez anos de idade, Gui, juntamente com seu irmão, se divertiam criando letras de funk, e foi quando seu pai resolveu investir em uma carreira artística para Gui. Ganhou reconhecimento após lançar a música "Ela Quer", e em 2013, faturava em média 120 mil reais mensais e fazia cerca de cinquenta shows por mês.
Em 2013, Gui lançou o clipe "O Bonde Passou", que possui mais de 1,5 milhão de acessos no YouTube. Em 2014, lançou o single "Beija ou Não Beija?", juntamente com um videoclipe que teve a participação especial do cantor Latino. Em 21 de abril de 2014, perdeu seu irmão, Gustavo Matheus Castanheira, inicialmente sob suspeita de uma parada cardíaca. O laudo da perícia, no entanto, apontou a morte como resultado de uma overdose de cocaína. Em fevereiro de 2017, foi confirmado como um dos participantes do talent show Dancing Brasil, exibido pela RecordTV. Em maio de 2019, é anunciado como novo contratado da produtora de funk GR6 Music. Em 2021 foi confirmado como um dos participantes da décima terceira temporada do reality show A Fazenda, sendo o 13.° eliminado do reality, juntamente com Aline Mineiro, na qual ele obteve 7,44% dos votos para permanecer no jogo, em uma roça contra Bil Araújo e Marina Ferrari.

## Controvérsias

### Problemas com a justiça
Em outubro de 2016, MC Gui foi preso pela Polícia Militar do Brasil por dirigir em alta velocidade e sem habilitação. Uma Land Rover Discovery preta, que era o carro do cantor, não tinha licenciamento e também se encontrava com muitas multas de trânsito. Em novembro de 2018, a produtora do pai de MC Gui teve documentos e drogas apreendidos pela Polícia Civil do Brasil.

### Acusações de prática debullying
Quando estava no parque da Disney Word, em Orlando, na Flórida, em 21 de outubro de 2019, MC Gui postou nas redes sociais um vídeo em que aponta a câmera para uma menina fantasiada como a personagem Boo do filme Monstros S.A. e, dando risada, diz: "Chegamos na Disney e, mano, olha isso. Gente do céu!". Então, a menina vira o rosto. Nas redes sociais, surgiram comentários dizendo que o cantor praticara bullying. Os comediantes Maurício Meirelles e Lucas Salles também o criticaram. Mais tarde, ele apagou a postagem e declarou: 
"Eu assisto a muitos filmes no Brasil, que nos EUA quando eu chego eu vejo pessoas que são muito iguais aos personagens que têm nos filmes (…)  Eu postei a menina que tava como personagem da Boo (personagem do filme da Disney, Monstros S.A). Eu achei impressionante porque tava muito parecido e acabei postando (…) A internet tá cheia de gente chata, eu não fiz bullying com a menina. Não preciso ficar me explicando por algo que eu não fiz."
Segundo MC Gui, o assunto repercutiu na imprensa de forma "injusta". Diversas empresas se posicionaram contra a atitude do cantor e houve algumas que cancelaram a venda de produtos e os shows do cantor. No Twitter, brasileiros levantaram a hashtag #JullyPrincessInDisneyworld, uma campanha para que a Disney convidasse a menina para ir ao parque novamente com um convite VIP.
A menina foi identificada como Jully Collen, que estava fazendo quimioterapia para o tratamento de uma leucemia.
Mais tarde, vieram as notas de repúdio contra a atitude dele, dessa vez de Felipe Neto, Jojo Todynho e Felipe Castanhari, que repercutiram nas redes sociais. A mãe de MC Gui anunciou que estava tentando encontrar a menina do vídeo para reparar a situação. Madeleine Lacsko, escrevendo para a Gazeta do Povo, criticou o vídeo de pedido de desculpas do cantor; adicionalmente, ela criticou a mídia, alguns artistas e as redes sociais que ganham dinheiro às custas dos problemas dos outros. Também criticou os internautas que atacaram MC Guimê, ao confundi-lo com MC Gui.
Ainda em outubro de 2019, foi criado um abaixo-assinado pedindo que MC Gui fosse banido da Disney. Este evento fez MC Gui se tornar um dos termos mais buscados no Google em 2019, segundo O Estado de S. Paulo, as buscas se deram devido á repercussão negativa do caso.

### Aglomeração durante a pandemia de COVID-19
Em 14 de março de 2021, durante período crítico da pandemia de COVID-19, MC Gui foi detido pela Polícia Civil em cassino clandestino na cidade de São Paulo. No cassino se encontravam também Gabriel Barbosa, jogador do Flamengo, e outras duzentas pessoas.

## Discografia

### Álbuns ao vivo
| Álbum                                    | Detalhes                                                                              |
| ---------------------------------------- | ------------------------------------------------------------------------------------- |
| O Bonde É Seu - Ao Vivo(+ 30.000 cópias) | - Lançamento: 2014 - Formatos: CD, DVD, download digital - Gravadora: Universal Music |
| MC Gui                                   | - Lançamento: 2016 - Formatos: EP, download digital - Gravadora: Universal Music      |

### Singles
| Ano  | Título                                               | Álbum                         |
| ---- | ---------------------------------------------------- | ----------------------------- |
| 2013 | "O Bonde Passou"                                     | Não adicionado a nenhum álbum |
| 2013 | "Ela Quer"                                           | Não adicionado a nenhum álbum |
| 2014 | "Beija ou Não Beija?"                                | Não adicionado a nenhum álbum |
| 2014 | "Sonhar"                                             | O Bonde É Seu - Ao Vivo       |
| 2014 | "Rainha do Baile" (part. Pocah)                      | O Bonde É Seu - Ao Vivo       |
| 2015 | "Segue o Fluxo" (part. MC Kapela)                    | O Bonde É Seu - Ao Vivo       |
| 2015 | "Sua História"                                       | Não adicionado a nenhum álbum |
| 2016 | "Vai Começar a Ousadia"                              | Não adicionado a nenhum álbum |
| 2016 | "Tchuk Tchuk" (part. MC THD)                         | Não adicionado a nenhum álbum |
| 2017 | "Na Hora do Amor"                                    | Não adicionado a nenhum álbum |
| 2017 | "Chapei o Coco"                                      | Não adicionado a nenhum álbum |
| 2018 | "No Talentinho" (part. MC Loma e as Gêmeas Lacração) | Não adicionado a nenhum álbum |
| 2019 | "Coração Trocado" (part. MC Bruninho)                |                               |

### DVDs
| Álbuns                                   | Detalhes                                                                              |
| ---------------------------------------- | ------------------------------------------------------------------------------------- |
| O Bonde É Seu - Ao Vivo(+ 30.000 cópias) | - Lançamento: 2014 - Formatos: CD, DVD, download digital - Gravadora: Universal Music |

## Televisão
| Ano       | Título         | Papel                     | Emissora | Notas                   |
| --------- | -------------- | ------------------------- | -------- | ----------------------- |
| 2013–2014 | Domingo Legal  | Ele mesmo                 | SBT      | "A Princesa e o Plebeu" |
| 2015      | Chiquititas    | Ele mesmo                 | SBT      | Participação especial   |
| 2017      | Dancing Brasil | Participante (Desistente) | RecordTV | Temporada 1             |
| 2021      | A Fazenda      | Participante (8º lugar)   | RecordTV | Temporada 13            |

## Prêmios e indicações
| Ano               | Prêmio                                | Categoria                    | Resultado |
| ----------------- | ------------------------------------- | ---------------------------- | --------- |
| 2014              | Meus Prêmios Nick                     | Revelação Musical            | Indicado  |
| 2014              | Capricho Awards                       | Cantor Nacional              | Indicado  |
| 2014              | Capricho Awards                       | Fã-Clube do Ano "Guináticas" | Indicado  |
| 2014              | Prêmio Multishow de Música Brasileira | Experimente                  | Indicado  |
| 2014              | Prêmio Jovem Brasileiro               | Melhor Cantor Jovem          | Venceu    |
| 2015              | Prêmio Jovem Brasileiro               | Melhor Cantor Jovem          | Venceu    |
| Troféu Internet   | Melhor Cantor                         | Indicado                     |           |
| Meus Prêmios Nick | Cantor Favorito                       | Indicado                     |           |